# 张熷
张熷（1705年—1750年），字曦亮，号南漪，浙江仁和縣（今屬杭州市）人。 
乾隆十二年举人。好史學，张熷在《读史举正》举出《晋书》谬误达四百五十余条。葬于湖上。全祖望为他寫墓志铭。私谥醉侯。著有《南漪遗集》、《南漪遗集补》、《读史举正》八卷。